# Тернопільська обласна премія імені Михайла Бойчука

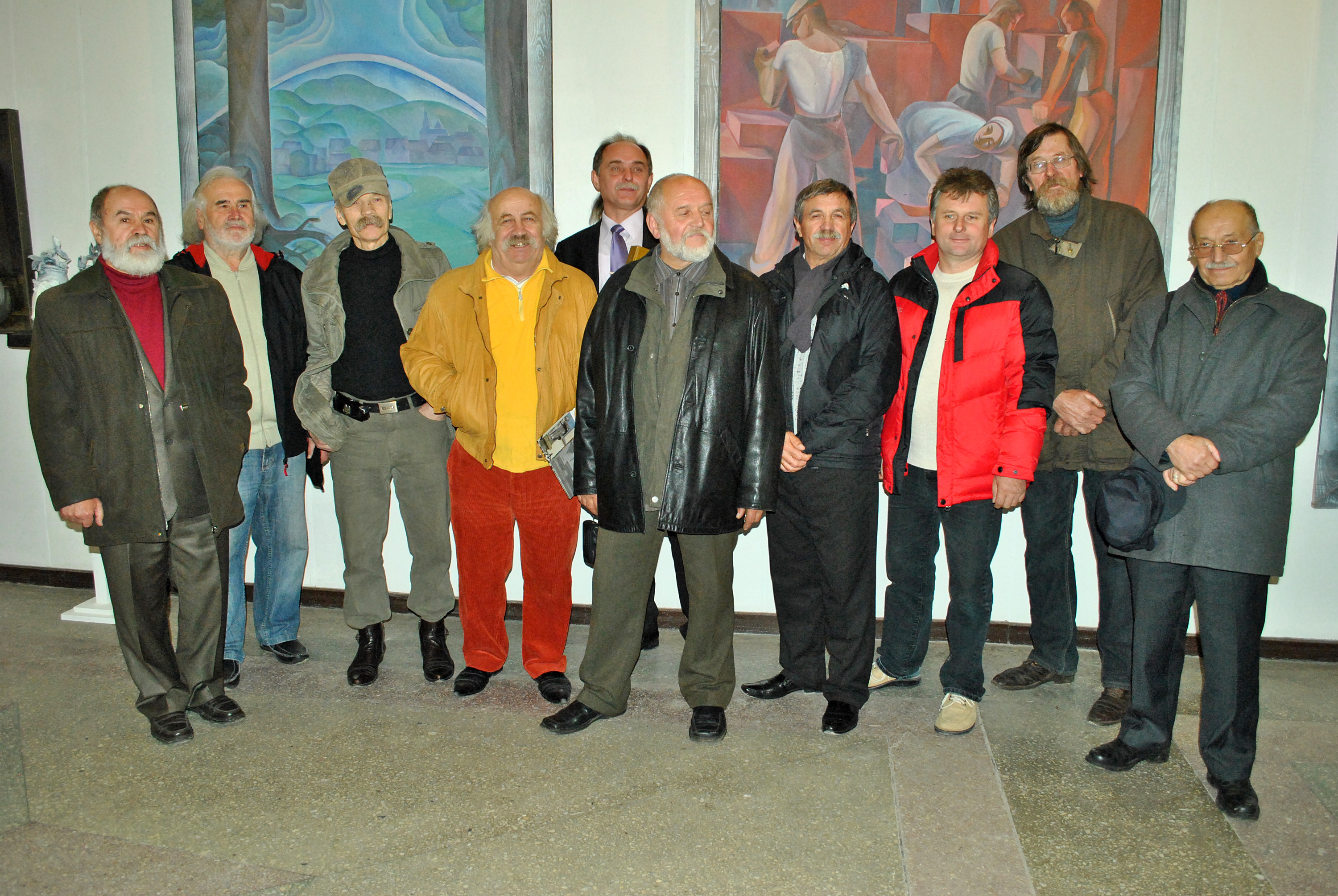
Лауреати літературно-мистецької премії імені Михайла Бойчука на виставці Михайла Бойчука в Тернопільській картинній галереї 30 жовтня 2012 року

Літературно-мистецька премія імені Михайла Бойчука — відзнака Тернопільської обласної ради за найкращі твори професійного образотворчого мистецтва. Встановлена 1990 року за ініціативи Ігоря Ґерети.
Вручається раз на 2 роки в день народження Михайла Бойчука — 30 жовтня. Лауреатам премії вручають Диплом, Пам'ятну медаль і грошову премію.

## Лауреати премії
- 1990 — мистецький гурт «Хоругва» (Дмитро Стецько, Ігор Зілінко, Андрій Зюбровський, Станіслав Ковальчук, Лисак Михайло-Микола Лисак, Петро Мороз, Михайло Николайчук, Ярослав Новак, Борис Рудий);
- 1992 — Казимир Сікорський — сценограф і скульптор;
- 1994 — Дмитро Шайнога — живописець;
- 1996 — Богдан Ткачик — живописець;
- 1998 — Олександр Маляр — скульптор;
- 2000 — Микола Шевчук — живописець;
- 2002 — Володимир Чорнобай — живописець.
- 2003
- 2004 — Роман Вільгушинський — скульптор[джерело?].
- 2005
- 2006
- 2007
- 2008 — Олег Курдибаха[1]
- 2009 — Іван Сонсядло[2]
- 2010 — Дмитро Пилип'як[3]
- 2011 — Ярослав Омелян[4]
- 2012 — Михайло Кузів[5]
- 2013 — Олег Шупляк[6]
- 2014 — Євген Овчарик[7]
- 2015 — Тетяна Витягловська, Михайло Витягловський[8]
- 2016 — Василь Стецько[9]
- 2017 — Володимир Якубовський[10]
- 2018 — Ярослав Кравченко[11]
- 2019 — Євген Удін[12]
- 2020 — Микола Дмітрух[13]
- 2021 — Олег Федорів[14]
- 2022 — Станіслав Ковальчук[15]